# Panecillos de San Antón

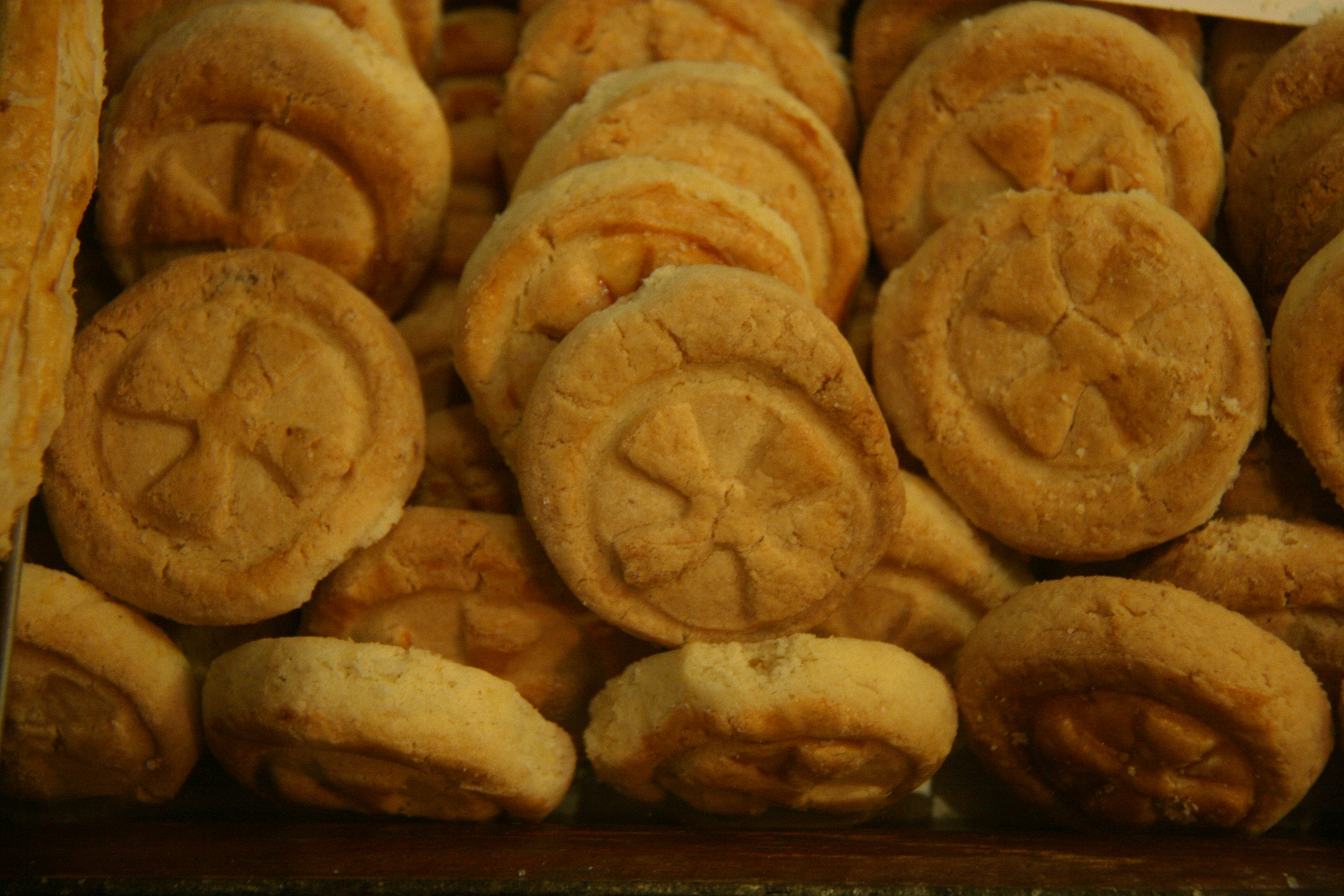
Panecillos de San Antón con la forma característica de la cruz en tau.

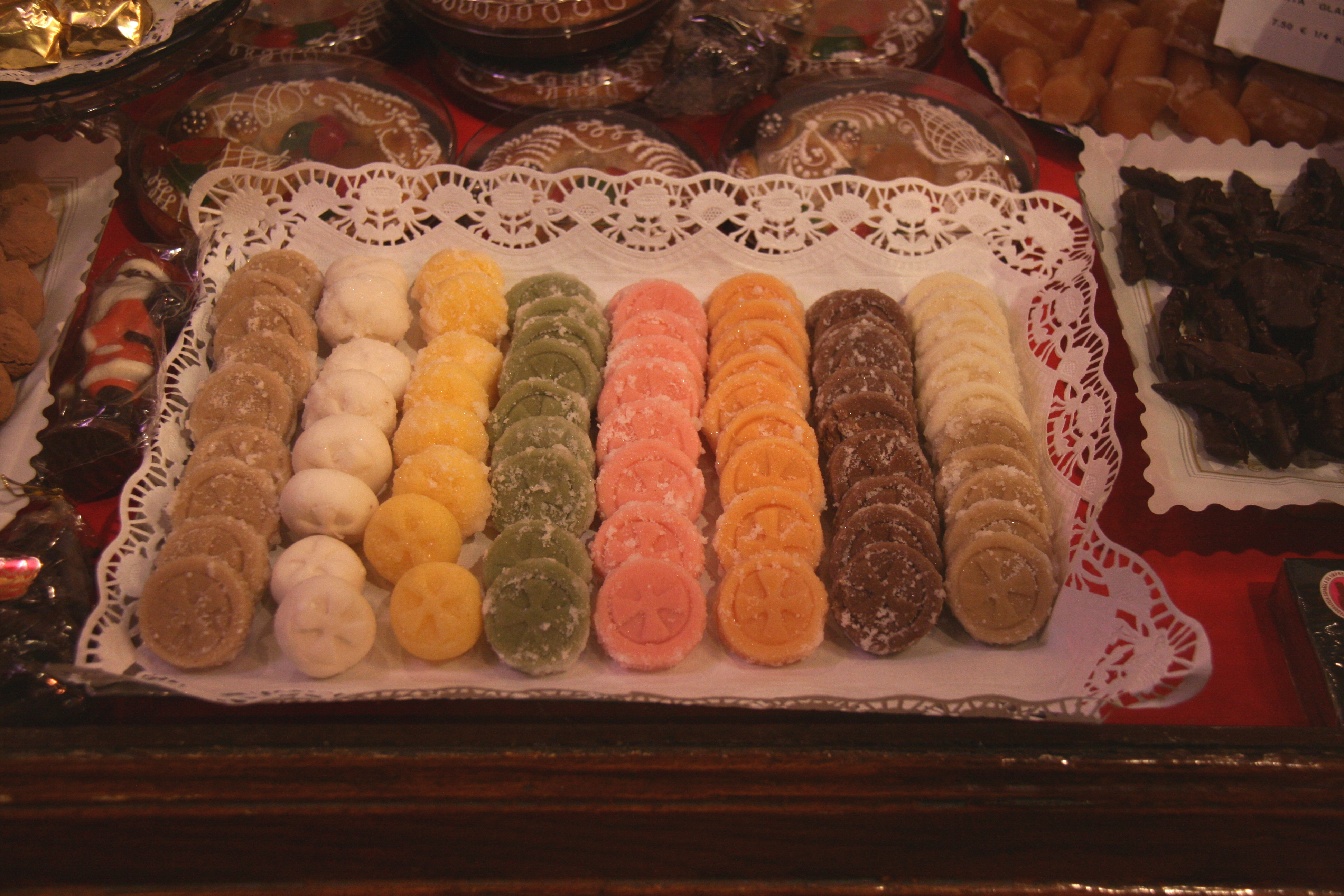
Surtido de diferentes panecillos con glaseado de diferentes sabores.

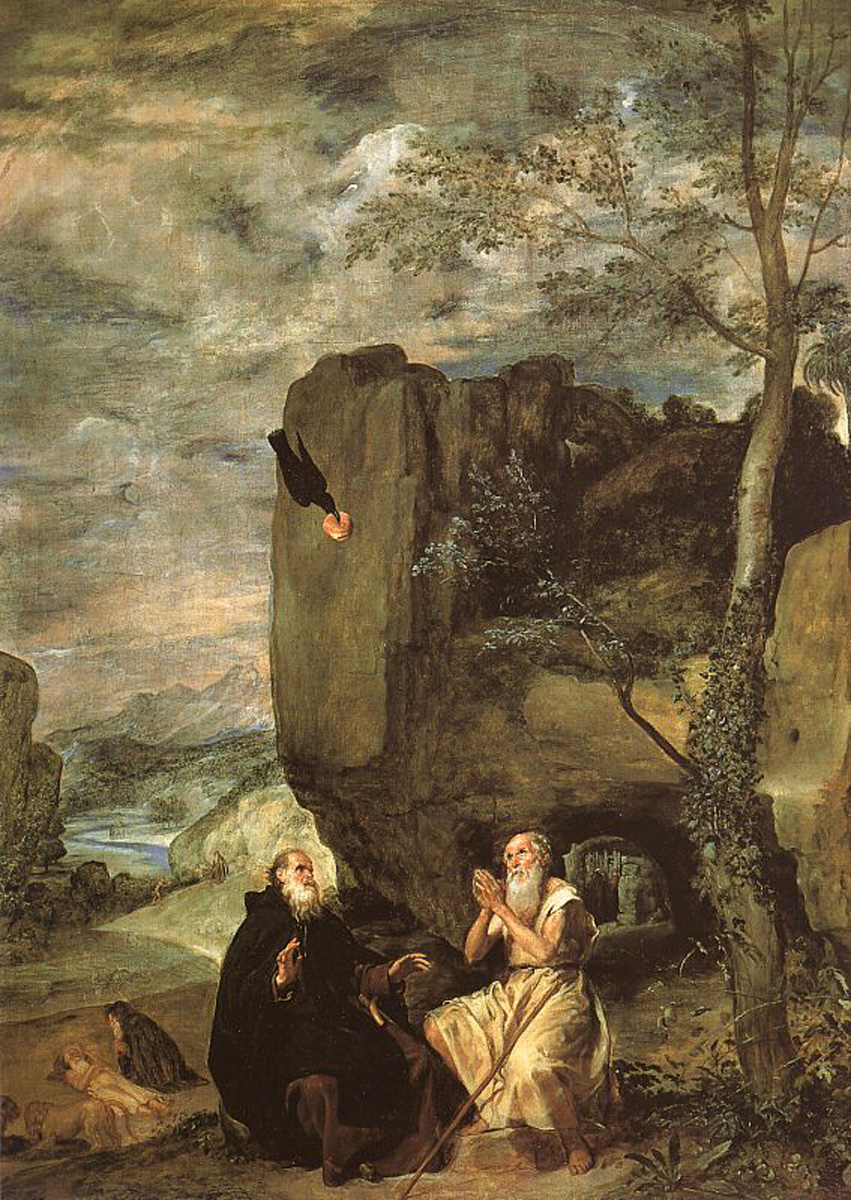
San Antonio Abad y San Pablo, primer ermitaño siendo alimentados por panes traídos por un cuervo.

Los Panecillos de San Antón (denominados igualmente panecillos del santo) son una especie de pastas que se ofrecen en las pastelerías madrileñas en fechas cercanas a la celebración de San Antonio Abad (celebrado el 17 de enero). Por regla general son frecuentes en las pastelerías cercanas a la Iglesia de San Antón (anexa a las Escuelas Pías). Son pastas, pero su aspecto rudo y áspero les hace asemejarse a panecillos. Estos panecillos, ya en el siglo XIX, eran muy habituales en las romerías del Santo, denominadas las vueltas (las vueltas de San Antón). Son unos de los pasteles más típicos en las vitrinas de las pastelerías madrileñas tras la Navidad: "Hasta San Antón, Pascuas son".

## Historia
La denominación se debe a los panes que comía el santo ermitaño durante su ayuno y los esfuerzos que hacía por evitar las tentaciones. El 15 de enero de 1810 el Diario de Madrid anunciaba que en la confitería de la calle Real de la Almudena "se venden panecillos llamados de San Antón, mui delicados y de nueva invención". Los panecillos de San Antón se anunciaban en el Diario de Avisos de Madrid, de las ediciones del 16 de enero de 1830. La poca humedad de la masa hace que puedan conservarse durante meses. La vida de San Antonio Abad ha sido representada por los artistas de dos formas, una es en forma de las tentaciones del desierto y la otra es la entrevista con San Pablo Ermitaño en la que un cuervo les proporciona sustento trayendo panes con su pico. Desde la iglesia de San Antón se solía ofrecer a los participantes de la romería simbolizando el sustento que ambos ermitaños durante su entrevista. Es tradición que estos panecillos elaborados en la tahona se envíen a las autoridades civiles y eclesiásticas. Es costumbre que la receta secreta se sacase de la Iglesia y se llevase a una tahona y durante unas semanas elaborase los panecillos, finalizada la festividad del 17 de enero, la receta volvía a la Iglesia.
Los panecillos de San Antón se ofrecían igualmente al Santo para que bendijese los animales y los protegiese de la peste y de otras enfermedades. Al estar bendecidos suele ser creencia popular que los panecillos atraen la fortuna y por lo tanto se guardan junto al monedero durante el periodo de un año. De la misma forma si se es soltero se cree que estos panecillos ayudarán a encontrar pareja. La tosquedad del pan y su capacidad de conservación durante meses, recordaba a las largas estancias en el desierto. En 1830 se podía encontrar en las pastelerías panecillos de mazapán, yema, mostachón (pasta de almendras), limón, fresa, dulce de naranja, polvo de batata, anís, etc.
El famoso escritor Ramón Gómez de la Serna en el día de San Antón de 1922 hizo reseña del dulce comentando así varias características de la dulcería tradicional.

## Características
Son pastas de un aspecto seco que se presentan en bandejas, suelen ser redondas y de un tamaño que no llega a sobrepasar los diez centímetros de diámetro (o un peso no mayor de diez gramos). Se estampa con un molde una especie de cruz que le da a los panecillos una forma característica. La iconografía lo refleja, representando con frecuencia a Antonio con el hábito negro de los Hospitalarios y la tau o la cruz egipcia que vino a ser el emblema como era conocido y que se encontraba por regla general representada en la túnica. Es frecuente encontrarse igualmente representaciones en los panecillos de una campanilla del cenoita o un cerdo con una campanilla al cuello. Es habitual que los panecillos se bendigan, cosa que se hace en algunas pastelerías. Es frecuente encontrarse que los panecillos no tengan ningún glaseado, pero se han popularizado versiones con diferentes sabores. En algunos casos se elaboraban de acíbar para gastar bromas a los amigos. 